# Kumara (plante)
Pour les articles homonymes, voir Kumara.
Espèce
Kumara est un genre de plantes de la famille des Asphodelaceae, originaire de la province du Cap-Occidental en Afrique du Sud.

## Phylogénétique
Des études phylogénétiques ont indiqué que deux espèces qui étaient traditionnellement classées comme membres du genre Aloe étaient génétiquement distinctes et constituaient un clade à part entière. Elles ont donc été séparées en un genre distinct, étant donné le nom qu'elle portait auparavant, Kumara. Le genre Kumara avait été décrit en 1786 par Friedrich Kasimir Medikus, sans qu'on sache pourquoi il a choisi ce nom, mais n'était plus utilisé.
Des hybrides inter-génériques ont néanmoins été signalés, entre Kumara et au moins un autre genre, le genre Gonialoe. L'hybride qui en résulte, initialement publié sous forme d'hybride infra-générique entre deux espèces d'Aloès, est maintenant désigné hybride inter-générique du nouveau nothogenre ×Gonimara,.

## Espèces
À la date d'octobre 2017, seulement deux espèces sont acceptées dans le genre:
- Kumara haemanthifolia (Marloth & A.Berger) Boatwr. & J.C. Manning[6], 2014.
- Kumara plicatilis (L.) G.D.Rowley, syn. aloe plicatilis, 2013[7].

Les deux espèces ont une disposition particulière de leurs feuilles en forme d'éventail. Ces feuilles sont vert pâle - grises en forme de lanières. Les deux sont également indigènes à peu près de la même chaîne de montagnes dans le sud-ouest du Cap-Occidental, Afrique du Sud. Kumara plicatilis, qui ressemble à un arbuste, se trouve sur les pentes inférieures des montagnes, tandis que Kumara haemanthifolia, plus petit et acaule, vit sur les sommets.

## Galerie

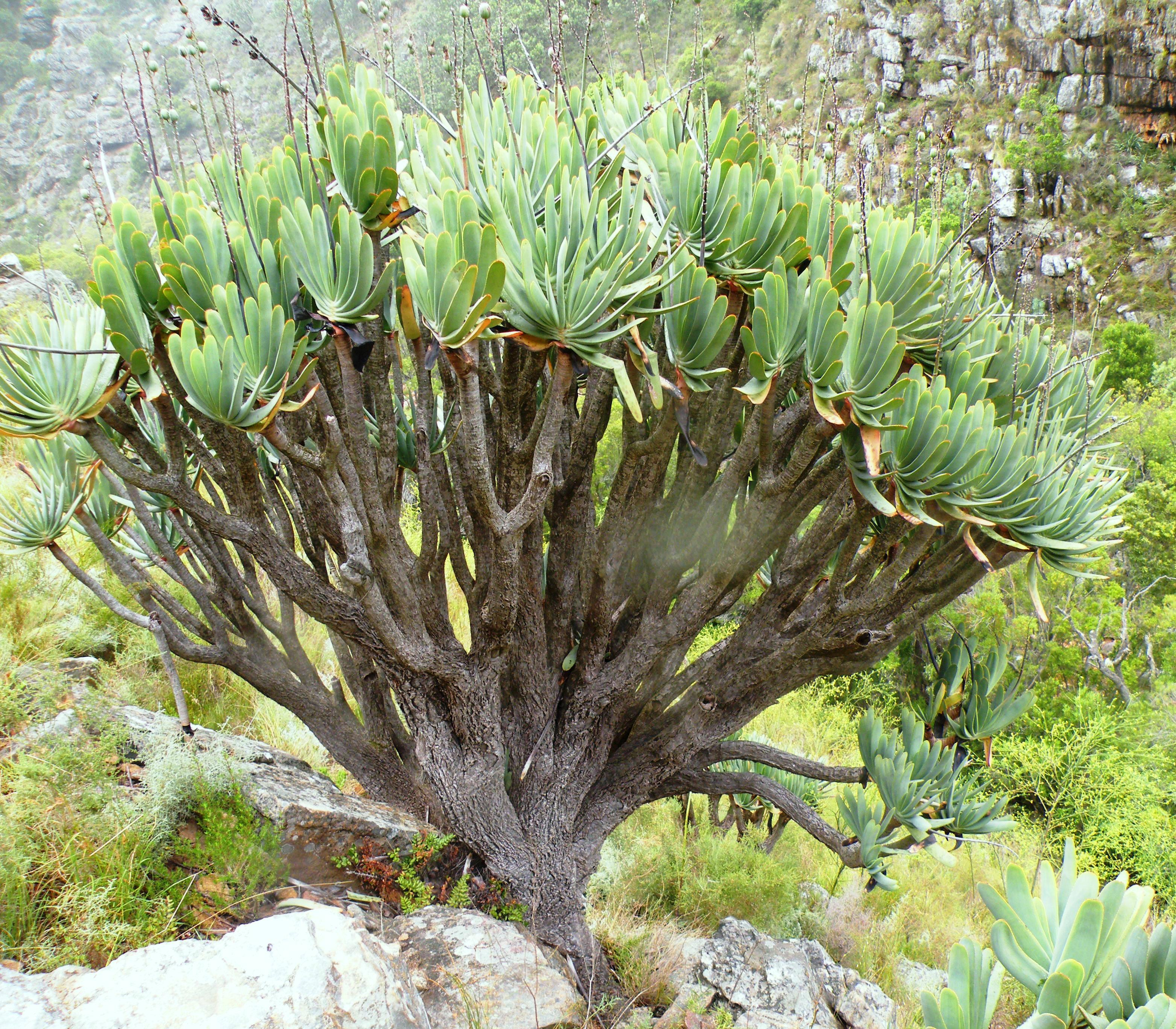
Kumara plicatilis, qui forme un tronc et des branches
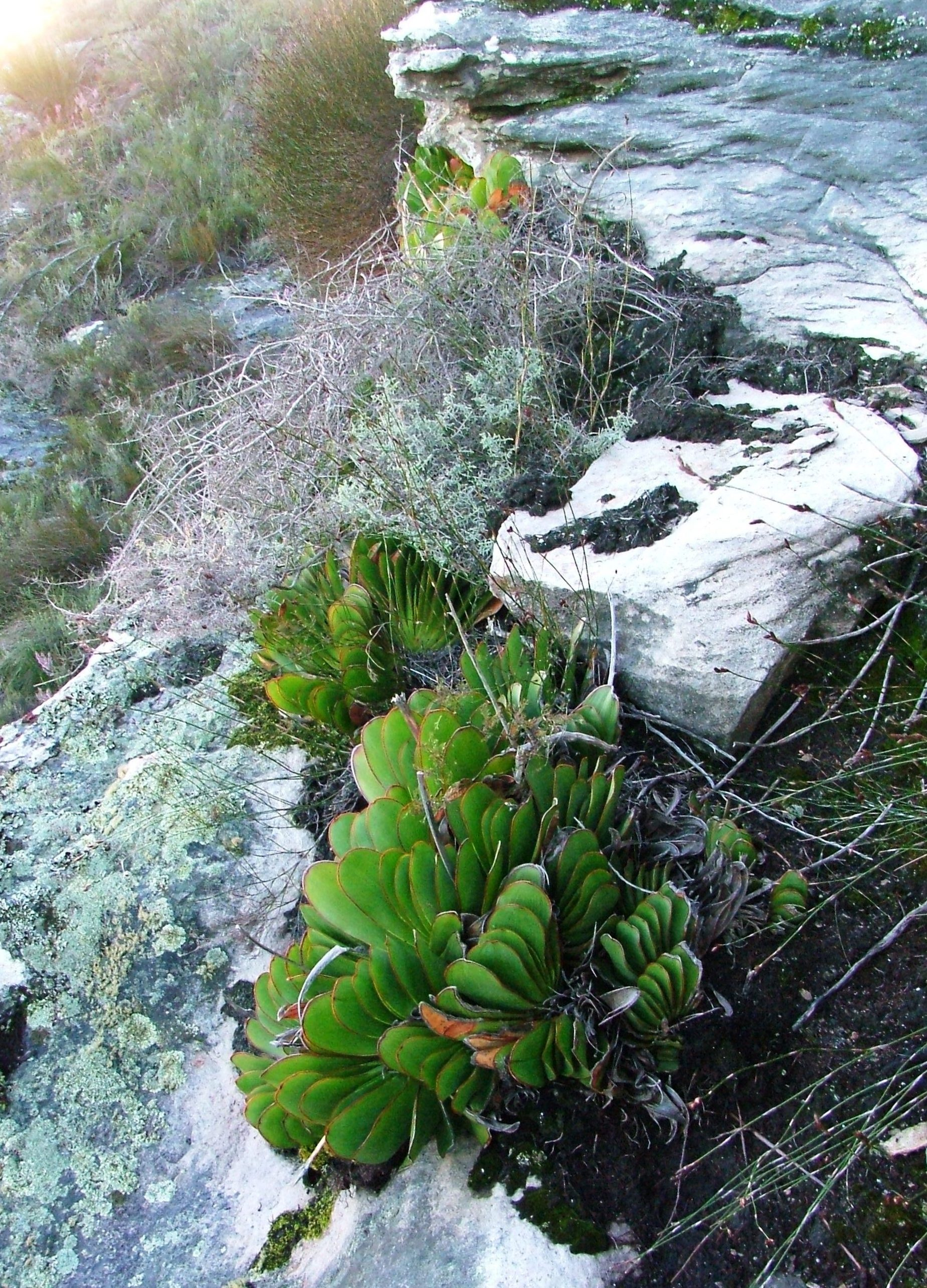
Kumara haemanthifolia, acaule, qui vit au ras du sol.

## Liste d'espèces
Selon BioLib (31 octobre 2018) :
- Kumara plicatilis (L.) Klopper & Gideon F.Sm.

Selon Catalogue of Life (31 octobre 2018), ITIS (31 octobre 2018), World Checklist of Selected Plant Families (WCSP) (31 octobre 2018) et Tropicos (31 octobre 2018) :
- Kumara haemanthifolia (Marloth & A.Berger) Boatwr. & J.C.Manning (2014)
- Kumara plicatilis (L.) G.D.Rowley, Alsterworthia Int. (2013)

Selon NCBI (31 octobre 2018) :
- Kumara disticha Aloe dichotoma subsp. pillansii (L.Guthrie) Zonn.
- Kumara haemanthifolia Aloe haemanthifolia A.Berger & Marloth